# 吳光悅
吳光悅（1759年—1832年），原名廷燮，字星乙，又字星一，號見樓，室名瑞芝堂。江蘇省常州府陽湖縣（今常州市）人，清朝政治人物。

## 生平
乾隆五十九年（1796年），中式甲寅恩科江南鄉試舉人。
嘉慶元年（1796年），中式丙辰科會試，殿試位列第二甲第十七名進士出身。以內閣中書用。二年（1797年），補內閣中書。三年（1798年）八月六日，充順天鄉試同考官。
四年（1799年）二月十一日，以內閣中書入值軍機章京。六年（1801年）七月六日，充山西鄉試副考官。
七年（1802年），吏部議敘，以主事用。十二月，川陝楚教亂底定，以繕寫與有勤勞，予軍機章京優敘。八年（1803年），補吏部文選司主事。九年（1804年），遷吏部員外郎。
十年（1805年），記名以御史用。三月六日，充乙丑科會試同考官。十二年（1807年），補授浙江道監察御史。
十四年（1809年），以巡城御史巡視中城。十五年（1810年），調任廣東道掌道監察御史。
十七年（1812年）十月，改京畿道監察御史。十二月，刑部因為禁止庶民呈遞機密奏章，在〈議奏條例〉暫定一條命令本人將呈遞內容開列摘要一併進呈；吳光悅認為必有奸詐之人開具與密陳內容相異的摘要，接手的官員無法查考知悉，導致事情不分大小都呈報給朝廷，而主張應規定凡是秘密封章，不論有無摘要，一概不准擅自投遞。嘉慶帝以刑部議擬的草案本來就不完全恰當，諭：「嗣後如有呈遞封章接收之員，一面將所遞封章具奏，一面將該犯先交刑部押禁，附於折內呈明，所有開呈節略一條，著即刪除。」
十八年（1813年），陞授安徽寧國府知府。十九年（1814年），因桐城縣縣民汪儉萬毆打徐仲書致死，賄賂囑託王松禮頂認真兇，吳光悅承審未能查出實情，降二級調職處分。
二十年（1815年），捐復原官品級，選授福建建寧府知府。同年以尊親年老，請求改任於離鄉近地。二十一年（1816年），改調浙江處州府知府。
二十四年（1819年），署理杭州府知府、嘉興府知府。二十五年（1820年），因丁母憂回籍。
道光三年（1823年），服闕，補直隸保定府知府。四年（1824年），擢河南河北道。
五年（1825年）九月一日，遷湖南按察使。任內正值黃河決口之後，搶修河堤大工，吳光悅長駐工地，晝夜巡視督工；派遣兵卒巡檢職責內的三省五百餘里，每里設分巡，立帳簿總括記錄。秋汛地區官兵勤惰情形、河堤安危都瞭如指掌，東河總督張井將此方法傳達各道效法施行。
七年（1827年）閏五月十七日，升調湖北布政使。十月，召赴京師陛見，十六日，改授左副都御史。
九年（1829年）十月二十三日，授江西巡撫。朝廷商議以降低官鹽價格對抗私鹽，吳光悅奏言：「官鹽有價、有課、有費，私梟有價而已，即多減，勢不敵，緝梟急懼轉而為盜。鹽之於民，猶布帛菽粟、茶烟竹木也，聽其賣買、任其流通，關津徵稅，遠近利賴。若設官徵課於場竈，而任民運販，則私梟皆良商，國課裕而民食便。」道光帝贊同，但之後部議不實行。
十年（1830年）三月，以江西所屬各處糧倉有儲糧虧短的問題，奏請限期買穀補足，再行徹查。漕運習慣上，各個重複載運的漕船船幫借領天津道庫銀，應從各船丁新領的項目扣還歸款，但全數扣除則會使船丁太過拮据，吳光悅奏請籌款墊解漕船借款，於各船丁名下分兩年扣還歸款。都獲得允許。四月，奏報南昌府、贛州府等地方有幫會盜匪搶劫，抓獲四百多人，請求加重量刑一等，以示懲戒警告。七月，捕獲雩都縣、會昌縣、安遠縣等地方會匪劉學洙等四十三人。八月，於萬安縣等處抓獲朱光聞等九十餘人。都依律治罪。秋季，連續十餘日大雨，江水暴漲，南昌縣等縣民房被沖毀，吳光悅奏請借款修補，於次年與稅徵一同繳歸。如其所請施行。十二月，高安縣貢生江方城赴京城呈報稱宜春縣吳家尖、茶蘭巖等山有銅礦，自願自備資本開採、納稅，此事移交巡撫審議。吳光悅主張此山脈曾經勘查後議定封禁，並無銅礦，且開山採礦容易導致窩藏奸犯，並且有礙農村運作，應該請官員封禁，並飭令宜春縣增設巡哨房，派兵巡查，以杜絕奸民覬覦。
道光十一年（1831年）二月，奏報南昌縣等縣圩堤，去年被水沖垮，請借款修築，道光帝都聽從之。此前御史周作楫奏稱江西會匪常常挾怨誣指他人涉案，江西都聚集宗族共同居住，請飭令遭指控的各族長出具結文，吳光悅覆奏：「查乾隆年間，撫臣陳宏謀設立族正之法，令合族公保一人，族中如有乖戾之徒，小則處以家法，重則送官究治。與此奏本自相符，惟遴選不得其人，易滋流弊，應飭屬選舉公正族長，照所議辦理。其獲案實係無辜，許其出結保領，隨時訊釋。」奏摺遞入，道光帝硃批知道了。三月，遵旨覆奏：「萬安縣查鹽快船藉端滋擾，因該處船戶貪載私鹽，巡兵向查多有搜出私載，遂及禁煙，以致翻箱倒篋，擾害行旅。節經分別辦理，惟是販私不可不禁，滋擾尤宜預防。應飭南贛地方，凡雇船者責成船行查明，並無私鹽，方許攬載，並將船戶姓名於船旁首尾大書刊刻。查船之兵，各穿號衣，書寫姓名，俾被累者易於指明。並諭商民如受擾害，准其呈控。」奏疏呈入，上諭「該撫仍委員隨時查訪，以重緝私而安行旅」。五月，連十餘日暴雨，江水泛漲，南昌縣等三十一個廳州縣的圩堤、田產都被淹決，吳光悅奏：「請分別賑恤，仍請借款修築圩隄，并懇動項赴川買米，以資接濟；復於南昌、九江地方設廠放粥，自十一月至十二月，需米八萬餘石，援照成案，請截留漕米備用。嗣因設廠後，饑民雲集，隨議給資遣回；又因景德鎮工匠如林，被水後客米到鎮稀少，民食維艱，請於臨邑借給常平倉穀，減價平糶。又江西辦理漕運，全仗屯糧，并帶徵餘糧，以應支放。是年屯田被淹，餘糧亦在緩徵之例，請於藩庫借銀十萬兩，以資辦公而肅漕運。」先後奏摺遞入，道光帝全都聽從。十二月，積勞而卒於任上，年七十三。

## 家族
- 祖父：吳延昭。
- 父：吳題雁。
- 子：吳履仁、吳文嘉。
- 女婿：陳楷、管遹群、陳功、陳樾、黎學淵。
- 友：李兆洛。
- 曾孫女：吳曼華（陸小曼之母）。